# Saint-Germain-de-Longue-Chaume
Saint-Germain-de-Longue-Chaume är en kommun i departementet Deux-Sèvres i regionen Nouvelle-Aquitaine i västra Frankrike. Kommunen ligger i kantonen Parthenay som tillhör arrondissementet Parthenay. År 2022 hade Saint-Germain-de-Longue-Chaume 387 invånare.

## Befolkningsutveckling
Antalet invånare i kommunen Saint-Germain-de-Longue-Chaume
| Referens: INSEE |